# اجک
اجک (به فرانسوی: Ajac) یک کامین در فرانسه است که در Canton of Limoux واقع شده‌است.

## خصوصیات
اجک ۵٫۲۹ کیلومترمربع مساحت و ۲۲۹ نفر جمعیت دارد و ۲۴۰ متر بالاتر از سطح دریا واقع شده‌است.